# Ritzenhaufe
Ritzenhaufe ist eine Ortschaft in der Gemeinde Wipperfürth im Oberbergischen Kreis im Regierungsbezirk Köln in Nordrhein-Westfalen (Deutschland).

## Lage und Beschreibung
Der Ort liegt im Westen der Stadt Wipperfürth. Am südlichen Ortsrand entspringt einer von zwei Quellflüssen der Dhünn, die „Große Dhünn“. Nachbarorte sind Heidkotten, Bochen, Wüstemünte, Kleineichhölzchen, Peddenpohl und Klingsiepen.
Politisch wird Ritzenhaufe durch den Direktkandidaten des Wahlbezirks 7.1 (071) südwestliches Stadtgebiet im Rat der Stadt Wipperfürth vertreten.

## Geschichte
Die Karte Topographia Ducatus Montani aus dem Jahre 1715 zeigt vier Höfe und bezeichnet diese mit „Ritzhaufen“. Die Topographische Aufnahme der Rheinlande von 1825 verzeichnet auf umgrenztem Hofraum unter der Ortsbezeichnung „Ritzenhofen“ vier getrennt voneinander liegende Grundrisse. In der Preußischen Uraufnahme von 1840 bis 1844 verwendet man die Schreibweise „Ritzenhofe“. Ab der topografischen Karten der Jahre 1894 bis 1896 wird der Ortsname Ritzenhaufe verwendet.
Ein steinernes Hofkreuz von 1908 und ein steinernes Gedenkkreuz errichtet im Jahre 1950, stehen im Ortsbereich.

## Busverbindungen
Über die in Klingsiepen befindliche Haltestelle der Linie 427 (VRS/OVAG) ist Ritzenhaufe an den öffentlichen Personennahverkehr angebunden.

## Wanderwege
Der vom SGV ausgeschilderte Bezirkswanderweg 9 von Wipperfürth nach Bergisch Gladbach führt durch den Ort.